# Mary-Dell Chilton
Mary-Dell Chilton (née le 2 février 1939 à Indianapolis, Indiana) est l'une des fondatrices de la biotechnologie végétale moderne.

## Biographie
Chilton fréquente une école privée pour ses études élémentaires. Elle obtient un BS et un Ph.D. en chimie de l'Université de l'Illinois à Urbana-Champaign. Elle effectue ensuite des études postdoctorales à l'Université de Washington à Seattle.
Chilton enseigneé et effectue des recherches à l'Université Washington de Saint-Louis. Alors qu'elle est professeure là-bas à la fin des années 1970 et au début des années 1980, elle dirige une étude de recherche collaborative qui produit les premières plantes transgéniques.
Chilton est la première (1977) à démontrer la présence d'un fragment d'ADN plasmidique d'Agrobacterium Ti dans l'ADN nucléaire du tissu de la galle du collet. Ses recherches sur Agrobacterium montrent également que les gènes responsables de la maladie peuvent être retirés de la bactérie sans nuire à sa capacité à insérer son propre ADN dans les cellules végétales et à modifier le génome de la plante. Chilton décrit ce qu'elle a fait comme désarmant le plasmide bactérien responsable du transfert d'ADN. Elle et ses collaborateurs produisent les premières plantes génétiquement modifiées en utilisant Agrobacterium portant le plasmide Ti désarmé (1983). Elle est appelée la "reine d' Agrobacterium ".
Chilton est l'auteur de plus de 100 publications scientifiques. Elle est membre émérite des sciences chez Syngenta Biotechnology, Inc. Elle commence sa carrière en entreprise en 1983 chez CIBA-Geigy Corporation (une ancienne société de Syngenta).
Pour son travail avec Agrobacterium tumefaciens, elle est reconnue par un doctorat honorifique de l'Université de Louvain, la Médaille John-Scott de la ville de Philadelphie, est membre de l'Académie nationale des sciences des États-Unis et reçoit la médaille Benjamin Franklin en sciences de la vie deu Franklin Institute.
Elle reçoit de la Crop Science Society of America en 2011 le prix présidentiel de l'organisation.
En l'honneur de ses nombreuses réalisations, Syngenta annonce en 2002 la création du Mary-Dell Chilton Center - un nouveau centre administratif et de conférence qui est ajouté aux installations de l'entreprise à Research Triangle Park, en Caroline du Nord.
En juin 2013, elle est nommée lauréate du prix mondial de l'alimentation,.
En 2015, Chilton est élue au National Inventors Hall of Fame. En 2020, elle est l'une des huit femmes présentées dans l'exposition "The Only One in the Room" au Smithsonian National Museum of American History.
Chilton est reconnue comme membre pionnier de l'American Society of Plant Biologists.